# Sahrajärvi och Pienvesi
Sahrajärvi och Pienvesi är en sjö i Finland. Den ligger i kommunen Multia i landskapet Mellersta Finland, i den centrala delen av landet, 260 km norr om huvudstaden Helsingfors. Sahrajärvi och Pienvesi ligger 185,9 meter över havet. Den är 8,8 meter djup. Arean är 1,91 kvadratkilometer och strandlinjen är 14,04 kilometer lång. Sjön  ingår i Kymmene älvs huvudavrinningsområde.   I omgivningarna runt Sahrajärvi och Pienvesi växer i huvudsak blandskog. Den sträcker sig 2,7 kilometer i nord-sydlig riktning, och 1,8 kilometer i öst-västlig riktning.
I övrigt finns följande i Sahrajärvi och Pienvesi:
- Kuoliosaari (en ö)
- Rantosaari (en ö)
- Lamposaari (en ö)